# 三线紫胸鱼
三线紫胸鱼（学名：Stethojulis trilineata）为輻鰭魚綱鱸形目隆头鱼科的其中一種。

## 分布
分布于印度西太平洋區，印度、馬來西亞、台湾岛、泰國、越南、菲律賓、印尼、澳洲、密克羅尼西亞、帛琉、所羅門群島等海域。该物种的模式产地在新西兰科罗曼德。

## 深度
水深1-20公尺。

## 特徵
本魚體側扁，體色變化大。幼魚體色灰黑色，背部密布白點；雌魚體色青綠色，腹部具數列規則黑點；雄魚背部青綠色，具數條藍色細縱紋，胸鰭基部上的橘黃斑並不顯眼，背鰭硬棘9枚，背鰭軟條11枚，臀鰭硬棘3枚，臀鰭軟條11枚，體長可達15公分。

## 生態
本魚棲息在珊瑚礁平台，幼魚常在潮池中發現，具性轉變，行一夫多妻制，活動力強，夜晚潛沙而眠，屬肉食性，以小型底棲動物為食。

## 經濟利用
可食用，但多做為觀賞魚。

## 扩展阅读
維基物種上的相關：三线紫胸鱼